# Kim Da-som
Kim Da-som (Hangul: 김다솜, Hanja: 金多順, Hán-Việt: Kim Đa Thuận; sinh ngày 6 tháng 5 năm 1993) là một nữ ca sĩ và diễn viên người Hàn Quốc trực thuộc công ty giải trí Story J Company. Cô được nhiều người biết đến với tư cách là cựu thành viên của nhóm nhạc nữ Hàn Quốc Sistar quản lý bởi Starship Entertainment. Cô cũng tham gia đóng các bộ phim điện ảnh và truyền hình, trong đó có Gia đình rắc rối, Đi tìm hạnh phúc, Nàng dâu kỳ lạ, Hội chị em báo thù và Thám tử đọc tâm.

## Sự nghiệp
Trước khi ra mắt với tư cách ca sĩ, Dasom đã tham gia và giành chiến thắng trong nhiều cuộc thi sáng tác thơ và nhạc.
Tháng 6 năm 2010, Dasom xuất hiện lần đầu với tư cách là thành viên của Sistar trên KBS Music Bank với đĩa đơn đầu tay "Push Push".
Tháng 7 năm 2012, Dasom xuất hiện lần đầu trong bộ phim sitcom Gia đình rắc rối của đài KBS, cô đóng vai một học sinh trung học. Dasom cũng xuất hiện trong video âm nhạc "Rock Ur Body" của nhóm nhạc nam VIXX được phát hành vào ngày 13 tháng 8 năm 2012; và video âm nhạc của K.Will, "Please Don't..." được phát hành vào ngày 10 tháng 10 năm 2012.
Tháng 1 năm 2013, Dasom dẫn chương trình cho Golden Disc Awards, được tổ chức tại Malaysia. Tháng 4, cô góp mặt trong video âm nhạc của K.Will với đĩa đơn "Love Blossom". Cùng năm, Dasom đóng vai nữ chính trong bộ phim gia đình Đi tìm hạnh phúc.

## Danh sách phim

### Phim điện ảnh
| Năm  | Tựa đề             | Vai                             | Ghi chú   | Ng. |
| ---- | ------------------ | ------------------------------- | --------- | --- |
| 2015 | Like a French Film | Gi Hong                         | Vai phụ   |     |
| 2017 | Sự thật            | Nhà điều trị phục hồi chức năng | Khách mời |     |

### Phim truyền hình
| Năm  | Tựa đề                    | Kênh | Vai                    | Ghi chú                | Ng.    |
| ---- | ------------------------- | ---- | ---------------------- | ---------------------- | ------ |
| 2012 | Gia đình rắc rối          | KBS2 | Woo Da-yoon            | Vai chính              |        |
| 2013 | Đi tìm hạnh phúc          | KBS1 | Gong Deul-im           | Vai chính              |        |
| 2015 | Nàng dâu kỳ lạ            | KBS2 | Oh In-young            | Vai chính              |        |
| 2017 | Hội chị em báo thù        | SBS  | Yang Dal-hee/Sera Park | Vai chính              |        |
| 2018 | Hoàng hậu cuối cùng       | SBS  | Yang Dal-hee           | Khách mời (tập 28, 31) |        |
| 2019 | Thám tử đọc tâm           | tvN  | Eun Ji-soo             | Vai chính              |        |
| 2019 | Tình như mơ, đời như mộng | KBS2 | Kim Da-som             | Khách mời (tập 3)      |        |
| 2020 | Phải chăng ta đã yêu      | JTBC | Joo Ah-rin             | Vai phụ                |        |
| 2023 | Season of Kkokdu          | MBC  | Tae Jeong-won          | Vai phụ                | [ 9 ]  |
| TBA  | Is It Fate?               |      | Kim Hye-ji             | Vai phụ                | [ 10 ] |

### Phim chiếu mạng
| Năm  | Tựa đề       | Vai        | Ghi chú   | Ng. |
| ---- | ------------ | ---------- | --------- | --- |
| 2021 | Dramaworld 2 | Nữ thám tử | Khách mời |     |

### Chương trình truyền hình
| Năm  | Chương trình         | Vai           | Tập           |
| ---- | -------------------- | ------------- | ------------- |
| 2012 | Running Man          | Herself       | Ep. 95        |
| 2013 | Beauty and the Beast | Herself (Won) | –             |
| 2013 | Idol Song Battle     | Herself       | –             |
| 2013 | Shinhwa Broadcast    | Herself       | Ep. 45, 46    |
| 2013 | Running Man          | Herself       | Ep. 162       |
| 2015 | Law of the Jungle    | Herself       | Ep. 163 - 170 |
| 2015 | My Little Television | Webcast host  | Ep. 9, 10     |
| 2016 | Talents for Sale     | Herself       | Ep. 7, 8      |
| 2016 | Knowing Bros         | Herself       | Ep. 32        |
| 2016 | Running Man          | Herself       | Ep. 307       |

### Dẫn chương trình
| Năm  | Sự kiện                 | Ngày          |
| ---- | ----------------------- | ------------- |
| 2012 | Show! Music Core        | August 4      |
| 2013 | 27th Golden Disk Awards | January 15–16 |
| 2013 | M! Countdown            | February 7    |
| 2014 | Hallyu Dream Concert    | September 28  |

### Music video
| Năm  | Tựa đề            | Ca sĩ             | Thời lượng |
| ---- | ----------------- | ----------------- | ---------- |
| 2012 | "Rock Ur Body"    | VIXX              | 4:23       |
| 2012 | "Please Don't..." | K.Will            | 3:48       |
| 2013 | "Love Blossom"    | K.Will            | 3:36       |
| 2014 | "Some"            | Soyou & Jung GiGo | 4:35       |

## Danh sách đĩa nhạc

### Đĩa đơn
| Tên                                                 | Năm  | Thứ hạng cao nhất | Thứ hạng cao nhất | Thứ hạng cao nhất | Album                  |
| Tên                                                 | Năm  | KOR               | KORHot.           | US World          | Album                  |
| --------------------------------------------------- | ---- | ----------------- | ----------------- | ----------------- | ---------------------- |
| "You & I" with (40)                                 | 2017 | —                 | —                 | —                 | Vintage Box Vol. 4     |
| "Summer or Summer" (둘 중에 골라) (cùng với Hyolyn) | 2021 | 94                | 97                | 24                | How To Spend 2021 Well |

### OST
| Tên                               | Năm  | Thứ hạng cao nhất | Album                |
| Tên                               | Năm  | KOR               | Album                |
| --------------------------------- | ---- | ----------------- | -------------------- |
| "Yayaya" (cùng với Kim Tae-hyung) | 2014 | —                 | Đi tìm hạnh phúc OST |
| "You're Mine"                     | 2015 | —                 | Nàng dâu kỳ lạ OST   |

## Giải thưởng và đề cử
| Giải thưởng                             | Năm  | Hạng mục                                     | Tác phẩm đề cử/Người nhận                             | Kết quả   | Ng.    |
| --------------------------------------- | ---- | -------------------------------------------- | ----------------------------------------------------- | --------- | ------ |
| APAN Star Awards                        | 2014 | Nữ diễn viên mới xuất sắc nhất               | Đi tìm hạnh phúc                                      | Đề cử     |        |
| Asia Artist Awards                      | 2021 | Giải nữ ca sĩ nổi tiếng                      | Kim Da-som                                            | Đề cử     | [ 15 ] |
| Asia Artist Awards                      | 2021 | Nữ thần tượng solo nổi tiếng của U+          | Kim Da-som                                            | Đề cử     | [ 16 ] |
| Asian Pop Music Awards                  | 2021 | Hợp tác xuất sắc nhất                        | "Summer or Summer" (cùng với Hyolyn)                  | Đề cử     | [ 18 ] |
| Baeksang Arts Awards                    | 2014 | Nữ diễn viên được yêu thích                  | Đi tìm hạnh phúc                                      | Đề cử     |        |
| Baeksang Arts Awards                    | 2018 | Nữ diễn viên mới xuất sắc nhất – Truyền hình | Hội chị em báo thù                                    | Đề cử     | [ 19 ] |
| Gaon Chart Music Awards                 | 2022 | Bình chọn Toàn cầu MuBeat (Nữ)               | Kim Da-som                                            | Đề cử     | [ 20 ] |
| KBS Drama Awards                        | 2013 | Nữ diễn viên mới xuất sắc nhất               | Đi tìm hạnh phúc                                      | Đề cử     |        |
| KBS Drama Awards                        | 2013 | Cặp đôi đẹp nhất                             | Kim Da-som (cùng với Baek Sung-hyun) Đi tìm hạnh phúc | Đề cử     |        |
| KBS Drama Awards                        | 2015 | Cặp đôi đẹp nhất                             | Kim Da-som (cùng với Ryu Soo-young) Nàng dâu kỳ lạ    | Đề cử     |        |
| KBS Drama Awards                        | 2015 | Giải nổi tiếng nhất                          | Nàng dâu kỳ lạ                                        | Đề cử     |        |
| Korea Drama Awards                      | 2014 | Nữ diễn viên mới xuất sắc nhất               | Đi tìm hạnh phúc                                      | Đề cử     |        |
| Mnet Asian Music Awards                 | 2021 | Hợp tác xuất sắc nhất                        | "Summer or Summer" (cùng với Hyolyn)                  | Đề cử     | [ 21 ] |
| SBS Drama Awards                        | 2017 | Nữ diễn viên mới xuất sắc nhất               | Hội chị em báo thù                                    | Đoạt giải | [ 22 ] |
| SBS Drama Awards                        | 2017 | Nhân vật của năm                             | Hội chị em báo thù                                    | Đề cử     |        |
| Seoul International Youth Film Festival | 2014 | Nữ diễn viên trẻ xuất sắc nhất               | Đi tìm hạnh phúc                                      | Đề cử     |        |
| Soompi Awards                           | 2018 | Diễn viên thần tượng xuất sắc nhất           | Hội chị em báo thù                                    | Đề cử     |        |